# Kaïlé Auvray
Kaïlé Auvray (Caen, 27 maggio 2004) è un calciatore statunitense con cittadinanza francese naturalizzato trinidadiano, attaccante del Cavalier e della nazionale trinidadiana.

## Biografia
È nato a Caen da padre guadalupense, Stéphane Auvray, a sua volta ex calciatore professionista e madre trinidadiana.

## Carriera

### Club
Cresciuto nei settori giovanili di Sporting Kansas City, Moulien e Lilla, nel 2022 gioca due incontri con la squadra riserve di quest'ultima. Nello stesso anno si trasferisce nella seconda squadra del Minnesota United, dove però non gioca nessun incontro. Nel 2023 torna allo Sporting Kansas City, che questa volta lo aggrega alla propria seconda squadra.

### Nazionale
A livello internazionale può rappresentare cinque Paesi: Trinidad e Tobago, Guadalupa e Saint-Martin per origini, Francia per luogo di nascita e Stati Uniti per residenza. Nel 2020 ha giocato due incontri con la nazionale statunitense Under-17. Nel 2023 ha giocato un amichevole con la nazionale di Saint-Martin. Sempre nello stesso anno ha optato per giocare con la nazionale trinidadiana, con la quale ha esordito l'11 marzo, in un amichevole vinta per 0-1 contro la Giamaica.

## Statistiche

### Presenze e reti nei club
Statistiche aggiornate al 28 marzo 2023.
| Stagione        | Squadra            | Campionato      | Campionato | Campionato | Coppe nazionali | Coppe nazionali | Coppe nazionali | Coppe continentali | Coppe continentali | Coppe continentali | Altre coppe | Altre coppe | Altre coppe | Totale | Totale |
| Stagione        | Squadra            | Comp            | Pres       | Reti       | Comp            | Pres            | Reti            | Comp               | Pres               | Reti               | Comp        | Pres        | Reti        | Pres   | Reti   |
| --------------- | ------------------ | --------------- | ---------- | ---------- | --------------- | --------------- | --------------- | ------------------ | ------------------ | ------------------ | ----------- | ----------- | ----------- | ------ | ------ |
| 2021-2022       | Lille 2            | N3              | 2          | 0          |                 | -               | -               |                    | -                  | -                  |             | -           | -           | 2      | 0      |
| lug.-dic. 2022  | Minnesota United 2 | MNP             | 0          | 0          |                 | -               | -               |                    | -                  | -                  |             | -           | -           | 0      | 0      |
| 2023            | Sporting K.C. II   | MNP             | 0          | 0          |                 | -               | -               |                    | -                  | -                  |             | -           | -           | 0      | 0      |
| Totale carriera | Totale carriera    | Totale carriera | 2          | 0          |                 | -               | -               |                    | -                  | -                  |             | -           | -           | 2      | 0      |

### Cronologia presenze e reti in nazionale
| Cronologia completa delle presenze e delle reti in nazionale ― Trinidad e Tobago | Cronologia completa delle presenze e delle reti in nazionale ― Trinidad e Tobago | Cronologia completa delle presenze e delle reti in nazionale ― Trinidad e Tobago | Cronologia completa delle presenze e delle reti in nazionale ― Trinidad e Tobago | Cronologia completa delle presenze e delle reti in nazionale ― Trinidad e Tobago | Cronologia completa delle presenze e delle reti in nazionale ― Trinidad e Tobago | Cronologia completa delle presenze e delle reti in nazionale ― Trinidad e Tobago | Cronologia completa delle presenze e delle reti in nazionale ― Trinidad e Tobago |
| Data                                                                             | Città                                                                            | In casa                                                                          | Risultato                                                                        | Ospiti                                                                           | Competizione                                                                     | Reti                                                                             | Note                                                                             |
| -------------------------------------------------------------------------------- | -------------------------------------------------------------------------------- | -------------------------------------------------------------------------------- | -------------------------------------------------------------------------------- | -------------------------------------------------------------------------------- | -------------------------------------------------------------------------------- | -------------------------------------------------------------------------------- | -------------------------------------------------------------------------------- |
| 11-3-2023                                                                        | Montego Bay                                                                      | Giamaica                                                                         | 0 – 1                                                                            | Trinidad e Tobago                                                                | Amichevole                                                                       | -                                                                                | 62’                                                                              |
| 14-3-2023                                                                        | Kingston                                                                         | Giamaica                                                                         | 0 – 0                                                                            | Trinidad e Tobago                                                                | Amichevole                                                                       | -                                                                                | 65’                                                                              |
| 24-3-2023                                                                        | Nassau                                                                           | Bahamas                                                                          | 0 – 3                                                                            | Trinidad e Tobago                                                                | CONCACAF Nations League 2022-2023 - 1º turno                                     | -                                                                                | 75’                                                                              |
| 27-3-2023                                                                        | Scarborough                                                                      | Trinidad e Tobago                                                                | 1 – 1                                                                            | Nicaragua                                                                        | CONCACAF Nations League 2022-2023 - 1º turno                                     | -                                                                                | 54’ 69’                                                                          |
| 11-6-2023                                                                        | Chester                                                                          | Guatemala                                                                        | 0 – 1                                                                            | Trinidad e Tobago                                                                | Amichevole                                                                       | -                                                                                | 46’                                                                              |
| 25-6-2023                                                                        | Fort Lauderdale                                                                  | Trinidad e Tobago                                                                | 3 – 0                                                                            | Saint Kitts e Nevis                                                              | Gold Cup 2023 - 1º turno                                                         | -                                                                                | 84’                                                                              |
| 28-6-2023                                                                        | Saint Louis                                                                      | Giamaica                                                                         | 4 – 1                                                                            | Trinidad e Tobago                                                                | Gold Cup 2023 - 1º turno                                                         | -                                                                                | 46’                                                                              |
| 2-7-2023                                                                         | Charlotte                                                                        | Stati Uniti                                                                      | 6 – 0                                                                            | Trinidad e Tobago                                                                | Gold Cup 2023 - 1º turno                                                         | -                                                                                | 70’                                                                              |
| 7-9-2023                                                                         | Port of Spain                                                                    | Trinidad e Tobago                                                                | 1 – 0                                                                            | Antille Olandesi                                                                 | CONCACAF Nations League 2023-2024 - 1º turno                                     | -                                                                                | 82’                                                                              |
| 13-10-2023                                                                       | Port of Spain                                                                    | Trinidad e Tobago                                                                | 3 – 2                                                                            | Guatemala                                                                        | CONCACAF Nations League 2023-2024 - 1º turno                                     | -                                                                                | 61’                                                                              |
| 17-10-2023                                                                       | Willemstad                                                                       | Curaçao                                                                          | 5 – 3                                                                            | Trinidad e Tobago                                                                | CONCACAF Nations League 2022-2023 - 1º turno                                     | -                                                                                | 46’                                                                              |
| 1-3-2024                                                                         | Port of Spain                                                                    | Trinidad e Tobago                                                                | 0 – 1                                                                            | Giamaica                                                                         | Amichevole                                                                       | -                                                                                | 80’                                                                              |
| 3-3-2024                                                                         | Malavar                                                                          | Trinidad e Tobago                                                                | 0 – 0                                                                            | Giamaica                                                                         | Amichevole                                                                       | -                                                                                | 90’                                                                              |
| 23-3-2024                                                                        | Frisco                                                                           | Canada                                                                           | 2 – 0                                                                            | Trinidad e Tobago                                                                | CONCACAF Nations League 2023-2024 - Play-off                                     | -                                                                                | 81’                                                                              |
| 6-9-2024                                                                         | Tegucigalpa                                                                      | Honduras                                                                         | 4 – 0                                                                            | Trinidad e Tobago                                                                | CONCACAF Nations League 2024-2025 - 1º turno                                     | -                                                                                | 66’                                                                              |
| 10-9-2024                                                                        | Bacolet                                                                          | Trinidad e Tobago                                                                | 0 – 0                                                                            | Guyana francese                                                                  | CONCACAF Nations League 2024-2025 - 1º turno                                     | -                                                                                | 56’                                                                              |
| Totale                                                                           |                                                                                  | Presenze                                                                         | 16                                                                               |                                                                                  | Reti                                                                             | 0                                                                                |                                                                                  |

| Cronologia completa delle presenze e delle reti in nazionale ― Saint-Martin | Cronologia completa delle presenze e delle reti in nazionale ― Saint-Martin | Cronologia completa delle presenze e delle reti in nazionale ― Saint-Martin | Cronologia completa delle presenze e delle reti in nazionale ― Saint-Martin | Cronologia completa delle presenze e delle reti in nazionale ― Saint-Martin | Cronologia completa delle presenze e delle reti in nazionale ― Saint-Martin | Cronologia completa delle presenze e delle reti in nazionale ― Saint-Martin | Cronologia completa delle presenze e delle reti in nazionale ― Saint-Martin |
| Data                                                                        | Città                                                                       | In casa                                                                     | Risultato                                                                   | Ospiti                                                                      | Competizione                                                                | Reti                                                                        | Note                                                                        |
| --------------------------------------------------------------------------- | --------------------------------------------------------------------------- | --------------------------------------------------------------------------- | --------------------------------------------------------------------------- | --------------------------------------------------------------------------- | --------------------------------------------------------------------------- | --------------------------------------------------------------------------- | --------------------------------------------------------------------------- |
| 29-1-2023                                                                   | Port of Spain                                                               | Trinidad e Tobago                                                           | 2 – 0                                                                       | Saint-Martin                                                                | Amichevole                                                                  | -                                                                           |                                                                             |
| Totale                                                                      |                                                                             | Presenze                                                                    | 1                                                                           |                                                                             | Reti                                                                        | 0                                                                           |                                                                             |

## Palmarès

### Competizioni internazionali
- CONCACAF Carribean Cup: 1

Cavalier: 2024